# Squaliforma phrixosoma
Squaliforma phrixosoma är en fiskart som först beskrevs av Fowler, 1940.  Squaliforma phrixosoma ingår i släktet Squaliforma och familjen Loricariidae. Inga underarter finns listade i Catalogue of Life.